# Harjowinangun Timur
Harjowinangun Timur is een bestuurslaag in het regentschap Batang van de provincie Midden-Java, Indonesië. Harjowinangun Timur telt 1021 inwoners (volkstelling 2010).